# Красуня (Тіціан)
«Красуня» («Портрет жінки») (італ. La Bella) — картина італійського живописця Тіціана. Створена близько 1536 року. Зберігається у Палатинській галереї у Флоренції.

## Опис
Картина, імовірно, була написана у той самий час як і «Венера Урбінська» і на замовлення герцога Урбіно Франческо Марії делла Ровере. Для художника позувала та сама модель, яка позувала при створенні «Венери Урбінської», ця картина, ймовірно, також має певне алегоричне тлумачення.
Жінка тримає вервицю, що вважається символом вірності, а лівою рукою вказує на щось, що може бути хутровим боа, накинутим на її праву руку. Поки картина не буде розчищена до кінця, важко визначити що це таке. Боа з хутра, наприклад горностая, носили багато жінок, а в живописі горностай був символом чистоти. У цьому випадку зовнішня врода жінки доповнюється її моральними перевагами.